# Coldplay
Coldplay je britská rocková kapela z Londýna hrající alternativní rock, která vznikla v roce 1997. Je známa rockovými melodiemi a introspektivními texty. Někdy bývá zařazována do škatulky „piano-rock“ nebo pop.
Kapela během svého působení získala několik cen včetně šesti Brit Awards – z toho třikrát za nejlepší kapelu – čtyři MTV Video Music Awards a sedm prestižních cen Grammy (z celkem dvaceti nominací).

## Složení
- Chris Martin: hlavní zpěvák, klavír/klávesy, kytara
- Jon Buckland: kytara, harmonika, vokály
- Guy Berryman: basová kytara, harmonika, vokály
- Will Champion: bicí, klavír, vokály

## Historie skupiny
Coldplay jsou britská alternative-rocková kapela, kterou založil v roce 1997 její frontman Chris Martin se spolužákem Johnym Bucklandem během studií na londýnské University College. Původně si chtěli říkat Pectoralz, ale když se ke kapele po pár týdnech přidal Guy Berryman jakožto baskytarista, přejmenovali se na Starfish. Multiinstrumentalista Will Champion se připojil ke skupině jako poslední; pro potřeby kapely se naučil hrát na bicí během několika týdnů, a uzavřel tak celou sestavu. Jejich manažer Phil Harvey je často označován jako neoficiální pátý člen Coldplay.
Název Coldplay přijali čtyři mladíci v roce 1998, těsně před nahráním a vydáním tří EP: Safety z roku 1998, Brothers and Sisters z roku 1999 a The Blue Room v tom samém roce. Do povědomí posluchačů se dostali poté, co se upsali britské nahrávací společnosti Parlophone.
Celosvětové slávy dosáhli vydáním singlu Yellow v roce 2000, následovaným prvním studiovým albem Parachutes, které bylo nominováno na cenu Mercury. Druhé album, A Rush of Blood to the Head (2002) bylo velmi očekávané a Coldplay s ním vyhráli několik cen včetně ceny NME Album roku. X&Y, třetí album, se stalo nejprodávanějším albem roku 2005. Recenze a názory na něj byly sice převážně pozitivní, ale mluvilo se o stereotypnosti skladeb. Čtvrté album, Viva la Vida or Death and All His Friends z roku 2008 bylo produkováno věhlasným Brianem Eno a setkalo se s nadšenými kritikami. Získalo několik nominací i výher na 51. ročníku udělování cen Grammy. Dne 24. října 2011 vydali Coldplay po třech letech album Mylo Xyloto. V březnu 2014 vydali album Ghost Stories, které v prosinci roku 2015 následovalo album A Head Full of Dreams. O necelé čtyři roky později, 22. listopadu 2019, spatřilo světlo světa album s názvem Everyday Life. 15. října 2021 následovalo album Music od the Spheres. Jejich nejnovější album Moon Music vyšlo 4. října 2024.
Začátkem roku 2012 se Coldplay stali první skupinou v historii, které se podařilo třikrát obdržet cenu Kapela roku v soutěži Brit Awards.
Dne 2. března 2017 (na Martinovy narozeniny) Coldplay oznámili, že 2. června vyjde EP s názvem Kaleidoscope. Jednu píseň z tohoto nadcházejícího EP, „Hypnotized“, zveřejnili a od 1. března 2017 je dostupná i ve formě titulkového videa. 
V roce 2018 vyšel dokumentární film Coldplay: A Head Full of Dreams od režiséra Mata Whitecrosse.

## Coldplay v ČR
Za celou svoji existenci navštívila skupina Coldplay Českou republiku prozatím pouze dvakrát:
- Jejich první koncert v ČR se uskutečnil 22. září 2008. Jednalo se o jednu ze zastávek turné s názvem Viva la Vida Tour k jejich novému albu Viva la Vida or Death and All His Friends. Přestože tehdy navštívili Českou republiku poprvé, podařilo se jim vyprodat pražskou O2 Arénu.
- Podruhé a zatím naposledy k nám skupina Coldplay zavítala 16. září 2012 v rámci svého Mylo Xyloto Tour  k novému albu Mylo Xyloto. I v tomto případě se jednalo o trefu do černého - Fortuna Arena, kde se koncert odehrál, byla beznadějně vyprodaná.

## Diskografie
- Parachutes (2000)
- A Rush of Blood to the Head (2002)
- X&Y (2005)
- Viva la Vida or Death and All His Friends (2008)
- Mylo Xyloto (2011)
- Ghost Stories (2014)
- A Head Full of Dreams (2015)
- Everyday Life (2019)
- Music of the Spheres (2021)
- Moon Music (2024)